# سرليبوناز ألفا
سرليبوناز ألفا، والذي يحمل الاسم التجاري Brineura، هو علاج إنزيمي تعويضي لداء باتن, والذي يعد شكلا من الداء الليبوفوسيني السيرويدي العصبي.
في 27 أبريل 2017، حصل الدواء على ترخيص إدارة الغذاء والدواء الأمريكية ليقلل سرعة فقدان القدرة على المشي في الأطفال الذين تبلغ أعمارهم أكثر من 3 سنوات وتظهر عليهم أعراض الداء الليبوفوسيني السيرويدي العصبي الطفلي الآجل - النوع الثاني (CLN2). يعرف هذا المرض كذلك باسم نقص ثلاثي ببتيديل ببتيداز 1. كما حصل على ترخيص وكالة الأدوية الأوروبية في 30 مايو 2017.
يمكن أن يعطى عن طريق الحقن داخل البطينات الدماغية والذي يسمح بوصول كمية جيدة من الدواد إلى الدماغ.
طورت بايومارين للأدوية هذا الدواء.